# Eiwhuelit
Eiwhuelit,  eskimsko pleme iz skupine sibirskih Yuita naseljeni na otoku St. Lawrence (pripada Sjedinjenim Državama) u Bernigovom moru. Bogoras smatra da su eskimska kolonija sa sibirske obale. Imali su nekoliko naselja: Chibukak, Chitnak, Kialegak, Kukuliak, Puguviliak i Punuk (na otoku Punuk).

## Vanjske poveznice
- šaman Vernon Swoloko